# Keton

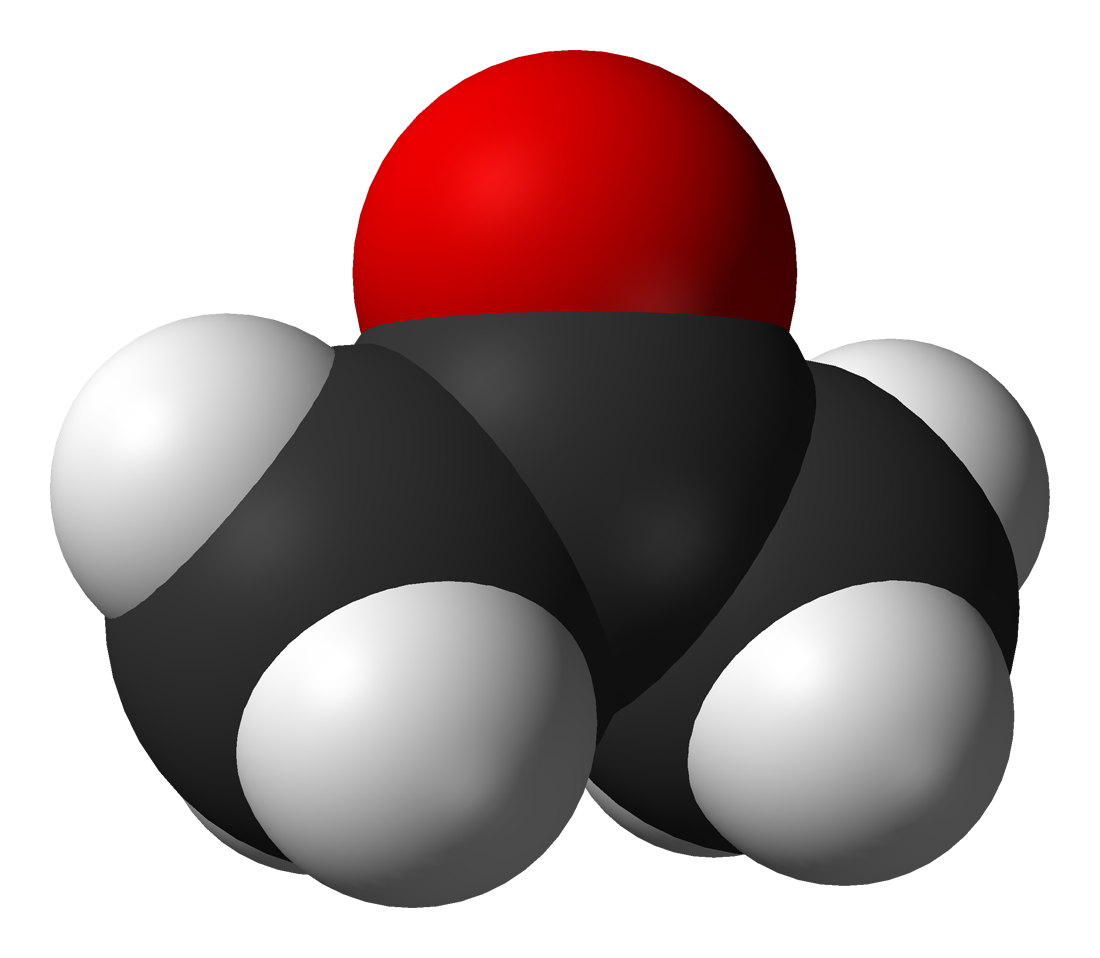
Molekylmodell av aceton
en enkel keton, där både R och R′ är CH_{3}

En keton är en funktionell grupp karakteriserad av en karbonylgrupp mellan två kolatomer, eller en förening som innehåller sådan grupp. Karbonylgruppen består av en kolatom med en dubbelbindning till en syreatom, och kolatomerna som sitter närmast karbonylgruppen kallas α-kol. Ketoner kan allmänt beskrivas med formeln:
R(CO)R'.
Strukturformeln för en keton ser ut enligt följande:
där radikalerna R och R′ står för två lika eller olika kolkedjor. Syreatomen O har två fria elektronpar som inte visas på bilden ovan.
Många organiska ämnen innehåller kol, väte och syre. Ketoner skiljs från andra ämnesklasser med karbonylgrupper, som karboxylsyror, aldehyder och estrar, genom att deras karbonylgrupp är bunden till två kolatomer. De skiljer sig från alkoholer och etrar genom att syreatomen är dubbelbunden till sin kolatom.
Den minsta ketonen är aceton (propanon).

## Nomenklatur
Ketoner namnges enligt IUPAC genom att ändelsen -on läggs till namnet på stamkolvätet.

## Fysikaliska egenskaper
En karbonylgrupp är polär. Sålunda är ketoner polära föreningar. Karbonylgrupperna binder till vatten med vätebindningar.
Spektroskopi är ett viktigt sätt att identifiera ketoner.

## Ketoner inom medicin
Ketoner (eller ketonkroppar) är en nedbrytningsprodukt av fettsyror och får förhöjd koncentration (i blod- eller urinprov) vid svält, icke-hyperinsulinemisk hypoglykemi och akuta fall av diabetes (vanligtvis typ 1-diabetes, men ibland även typ 2-diabetes). Dessa ketoner är aceton (propanon), acetoacetat (3-oxobutanoat) och beta-hydroxibutyrat (3-hydroxibutanoat). Acetoacetater och beta-hydroxibutyrater är viktiga bränslen för många vävnader, särskilt under fasta och svält. Särskilt hjärnan är kraftigt beroende av ketonkroppar under perioder av minskat födointag eller vid ketogen diet (med lite kolhydrater).

## Ketoner i parfym
Ketoner används ofta i parfymer och färger för att stabilisera de andra ingredienserna så att de inte bryts ned lika snabbt.

## Reaktioner

### Syntes
Ketoner kan framställas genom oxidation av sekundära alkoholer. Processen kräver ett starkt oxidationsmedel, till exempel kaliumdikromat eller någon annan reagent som innehåller Cr(VI).

### Nukleofil addition
Reaktionen mellan en keton och olika nukleofiler leder till att ett intermediat som kallas tetraedrisk karbonyladditionsförening bildas. Detta intermediat reagerar sedan vidare.
1. keton + anjon av 1-alkyn → tetraedrisk karbonyladditionsförening (alkoxid)
  - alkoxid + syra → hydroxialkyn
2. keton + ammoniak eller primär amin ↔ tetraedrisk karbonyladditionsförening
  - tetraedrisk karbonyladditionsförening + syrakatalysator → imin + vatten
3. keton + sekundär amin ↔ tetraedrisk karbonyladditionsförening
  - tetraedrisk karbonyladditionsförening + syrakatalysator → enamin + vatten
4. keton + Grignardreagens → magnesiumalkoxid
  - magnesiumalkoxid + syra → tertiär alkohol
5. keton + organolitiumförening → litiumalkoxid
  - litiumalkoxid + syra → tertiär alkohol
6. keton + alkohol + syra eller bas ↔ hemiacetal + vatten
  - hemiacetal + alkohol + syrakatalysator ↔ acetal + vatten

### Elektrofil addition
1. keton + elektrofil → resonansstabiliserad katjon

### Wittigsreaktion
1. - keton + fosfoniumylid → oxfosfetan
    - oxfosfetan → fosfinoxid + alken

### Övriga
1. keton + vatten ↔ geminal diol
2. keton + tiol + syrakatalysator ↔ tioacetal + vatten
3. keton + hydrazin eller hydrazinderivat → hydrazon
4. keton + metallhydrid → metallalkoxidsalt
  - metallalkoxidsalt + vatten → alkohol

### Keto-enol-tautomeri
1. keton + syrakatalysator ↔ enol
  - enol + halogen → α-haloketon

### Reaktioner vid ett α-kol
1. keton + deuterium i vattenlösning + D+ eller OD- som katalysator → keton-d + HOD